# EMD SD7
Die EMD SD7 ist eine Baureihe 6-achsiger dieselelektrischer Lokomotiven des US-amerikanischen Lokomotivherstellers General Motors Electro-Motive Division (EMD).
Insgesamt entstanden 118 Fahrzeuge dieser Baureihe in den EMD Werkstätten in La Grange Illinois.

## Entwicklung
Mit der Einführung der GP7 im Jahr 1949 stand eine Maschine zur Verfügung, die die Anforderungen der Bahngesellschaften im Bezug auf Streckendienst- und Rangiertauglichkeit erfüllte. Allerdings waren diese Maschinen mit einer Achslast von 28 Tonnen für manche Strecken zu schwer. So entstand die Idee, durch Verlängerung der GP7 und Verwendung dreiachsiger Drehgestelle eine Maschine mit niedrigerer Achsfahrmasse zu schaffen. Diese Überlegungen führten im Jahr 1952 zur Auslieferung der Baureihe SD7.
Die Maschinen waren jedoch, bedingt durch die höhere Anzahl Fahrmotoren, in Anschaffung und Unterhalt teurer als die GP7. Daher blieben die Verkaufszahlen der frühen Modelle der SD-Serie hinter denen der GP-Serie zurück.

## Konstruktion
Die SD7 basierte technisch auf der erfolgreichen Baureihe GP7. Durch die längeren Drehgestelle musste auch der Lokomotivrahmen gestreckt werden. Die EMD SD7 besaß eine stabilen Rahmen, welcher mit Türen verkleidet war. Hierdurch wurde eine sehr wartungsfreundliche Konstruktion geschaffen, da alle Aggregate leicht von außen zugänglich waren. Die Baureihe besaß einen Führerstand, mit dem sie, im Gegensatz zu den Maschinen der E- und F-Serie in beiden Richtungen gefahren werden konnte. Dahinter lag der Maschinenraum mit dem Traktionsgenerator, welcher den Gleichstrom für die Fahrmotoren lieferte, und dem Dieselmotor EMD 567B. Die Typbezeichnung EMD 567 bedeutet, dass der Motor einen Hubraum pro Zylinder von 567 Kubikzoll hatte. Die Fahrzeuge der frühen SD-Serien besaßen 16-Zylinder-Motoren.
Der Kraftstofftank war zwischen den Drehgestellen angeordnet und fasste ca. 4.500 Liter Dieselöl. Entlang der Motorverkleidung war beidseitig ein Laufgang für den Rangierer angeordnet. So konnte dieser vom Führerstand direkt zu den beiden Fahrzeugenden gelangen.

## Ausrüstung
Viele Modelle wurden auf Kundenwunsch mit einer Widerstandsbremse geliefert. Hierbei wird die Bewegungsenergie durch die Fahrmotoren in elektrische Energie umgewandelt und mit dieser dann über Widerstandselemente Wärme erzeugt. Hierdurch konnte der Bremsverschleiß verringert werden, da die Widerstandsbremse weitgehend verschleißfrei arbeitet. Zur Abgabe der Wärme an die Umgebung besaßen die derart ausgerüsteten Lokomotiven einen zusätzlichen Dachlüfter. Im Foto der SP 1518 rechts ist der Lufteinlass zur Kühlung der Widerstände oberhalb des Schriftzuges 'Southern' zu erkennen.